# Mint oldott kéve
A Mint oldott kéve 1983-ban bemutatott, hétrészes magyar történelmi televíziós sorozat. Címét Tompa Mihály A gólyához című pesszimista versének emlékezetes sorából kapta: Sárközi György háromkötetes regénye alapján készült.

## Gyártása, forgalmazása
A filmet Révész György rendezte, a forgatókönyvet Nemeskürty István írta, operatőre Illés György, forgatása Kisterenye környékén zajlott. Szinte az egész akkori színészgárda felvonul benne.
Először 1983. március 10. – április 1. között közvetítette a Magyar Televízió. 1985-ben a Német Demokratikus Köztársaság állami televíziója is bemutatta.

## Szereplők
- Kovács Titusz – Cézár
- Téri Sándor – László
- Tóth József – Eduárd
- Saárossy Kinga – Hedvig
- Bessenyei Ferenc – Mednyánszky József
- Ruttkai Éva – Mednyánszky Józsefné
- Reviczky Gábor – Görgei Artúr
- Némethy Ferenc – hercegprímás
- Jordán Tamás – Schmidegg Kálmán
- Sinkovits Imre – Henryk Dembiński
- Benkő Gyula – Mednyánszky Alajos
- Temessy Hédi – Mednyánszky Alajosné
- Váradi Hédi – Ledererné
- Őze Lajos – nemzetiségi tanító
- Tordy Géza – cári tiszt
- Cserhalmi György – Strzelecki

## Cselekmény-előzetes
A történelmi kalandfilmsorozat az 1838 és 1857 közötti időszakban játszódik. A báró Mednyánszky család három fiatal fia (Eduárd, László és Cézár) életének történéseit mutatja be az 1848/49-es forradalmi események és a bukást követő megtorlás tükrében.
A bárói család földbirtoka egyben tartása érdekében úgy dönt, hogy legkisebb fiuk, Cézár pap lesz. Eduárd az államgépezetben tevékenykedik, a katonatiszt Lászlóé marad a birtok. A kamasz Cézár beleszeret unokahúgába, Hedvigbe, aki viszont Bécsben egy bálon magába bolondítja Lászlót. Cézár a hercegprímástól haladékot kap pappá szentelése előtt, döntse el saját maga, vállalja-e a hivatást, s a később várható magasabb egyházi méltóságot. A 19 éves novícius hirtelen támadt lehetőséget kihasználva, megmérgezi magát, de sikerül megmenteni az életét. A családi kastélyban lábadozó Cézár újra találkozik Hedviggel, aki ridegen visszautasítja közeledését. Így a fiút pappá szentelik…

## Fordítás
- Ez a szócikk részben vagy egészben  a   Wie eine verwehte Garbe című német Wikipédia-szócikk ezen változatának fordításán alapul.  Az eredeti cikk szerkesztőit annak laptörténete sorolja fel. Ez a jelzés csupán a megfogalmazás eredetét és a szerzői jogokat jelzi, nem szolgál a cikkben szereplő információk forrásmegjelöléseként.